# Мальцев, Олег Витальевич
Олег Витальевич Мальцев (род. 19 ноября 1967, Омск) — российский дзюдоист, призёр чемпионата СНГ, чемпион и призёр чемпионатов России и Европы, призёр чемпионата мира, чемпион мира среди студентов, Заслуженный мастер спорта России.

## Биография
Родился 19 ноября 1967 года в Омске. В 1970 году переехал в Лесосибирск. Начал заниматься дзюдо в 1979 году в ДСО «Труд». В 1984 году в Ташкенте стал победителем Спартакиады школьников СССР. В 1984—1985 годах становился победителем первенства Европы среди молодежи. В 1986 году в Тбилиси стал чемпионом мира среди студентов.
С 1988 года тренировался в Красноярской школе высшего спортивного мастерства. В Барселоне на Олимпийских играх 1992 года занял 21 место. В Атланте на Олимпийских играх 1996 года стал седьмым.
В 2000 году в Лесосибирске начали проводить краевой юношеский турнир по дзюдо на его призы. С 2004 года этот турнир стал всероссийским. Является почётным гражданином города Лесосибирска.

## Спортивные результаты
- Чемпионат СССР по дзюдо 1988 — ;
- Чемпионат СНГ по дзюдо — ;
- Чемпионат России по дзюдо 1992 — ;
- Чемпионат России по дзюдо 1993 — ;
- Чемпионат России по дзюдо 1994 — ;
- Чемпионат России по дзюдо 1995 — ;
- Чемпионат России по дзюдо 1996 — ;